# Third Man Records
Third Man Records é uma gravadora de discos independente fundada por Jack White em Detroit, Michigan em 2001. A Third Man estabeleceu seu primeiro endereço físico (uma combinação de loja, casa de shows e sede da gravadora) em 2009 em Nashville.

## Lista de artistas da Third Man Records
- Alabama Shakes
- Amy Walker
- Beck
- Black MIlk
- BP Fallon
- Carl Sagan
- Cheap Time
- Chris Thile and Michael Daves
- Cold War Kids
- Conan O'Brien
- Dan Sartain
- Davila 666
- Dex Romweber Duo
- Drakkar Sauna
- Drive-By Truckers
- Duane
- Dungen
- Edgar Oliver
- First Aid Kit
- Gibby Haynes
- Human Eye
- ICP
- Jack White
- Jacuzzi Boys
- Jeff The Brotherhood
- Jerry King
- John C. Reilly
- Jon Wayne
- Karen Elson
- King Tuff
- Lanie Lane
- Laura Marling
- Loretta Lynn
- Mildred and the Mice
- Neil Hamburger
- No Bunny
- Pokey LaFarge
- Public Nuisance
- Pujol
- Quintron & Miss Pussycat
- Rachelle Garniez
- Reggie Watts
- Seasick Steve
- Secret Sisters
- Shovels and Rope
- Ted Leo
- Tempest Storm
- The 5.6.7.8's
- The Black Belles
- The Black Lips
- The Dead Weather
- The Greenhornes
- The People's Temple
- The Raconteurs
- The Shins
- The Smoke Fairies
- The Thornbills
- The White Stripes
- Tom Jones
- Transit
- Tyvek
- Wanda Jackson
- We Are Hex
- Whirlwind Heat
- White Denim
- Willy Moon